# (10373) MacRobert
(10373) MacRobert – planetoida z pasa głównego asteroid okrążająca Słońce w ciągu 3 lat i 74 dni w średniej odległości 2,17 j.a. Została odkryta 14 marca 1996 roku przez Dennisa di Cicco. Przed nadaniem nazwy planetoida nosiła oznaczenie tymczasowe (10373) 1996 ER.